# Prix suisses de design
 (octobre 2014).
Les prix suisses de design (anciennement concours fédéral de design), sont des prix décernés par l'office fédéral de la culture (OFC).

## Histoire
Les prix suisses de design existent depuis 1917 en tant que bourse et mesure de soutien à l'art industriel, la Confédération suisse étant soucieuse de soutenir l'industrie et la production suisse après la Première Guerre mondiale.
En 1994 les bourses deviennent officiellement des prix fédéraux, officialisant l'évolution de la mesure de soutien.
Les Swiss Design Awards présentent depuis 2002 les candidats au deuxième tour du concours fédéral de design. Après plusieurs années dans différents musées, l'exposition se tient en parallèle aux Swiss Art Awards, pendant Art Basel.

## Principe
Les Prix sont ouverts aux créateurs d'origine suisse, ou basés en Suisse. Les candidats déposent un portfolio dans l'une des catégories suivantes: graphisme, design de produit et d'objets, mode et textile, photographie, scénographie, médiation, design d'interaction, et recherche en design.
La Commission fédérale du design choisit une cinquantaine de candidats pour le second tour parmi les 200 à 300 dossiers reçus chaque année, qui font partie de l'exposition. Parmi ceux-ci, vingt créateurs sont primés et reçoivent 25 000 francs. Dans le passé, les autres options incluaient un séjour en atelier de six mois ou un stage dans un bureau international organisé avec le soutien de l'OFC.

## Lauréats
Les lauréats des Swiss Design Awards comptent notamment :
- 2016 : Laurence Rasti[7]
- 2017 : Bertille Laguet[8]
- 2018 : Xénia Laffely[9]

## Autres prix de design

### Prix Jan-Tschichold
Depuis 1997 est décerné annuellement le Prix Jan Tschichold, en parallèle au concours « Les plus beaux livres suisses », pour récompenser « une production extraordinaire dans le domaine du livre ». Ce prix est doté de 15 000 francs.

### Grand Prix de design
Depuis 2007, l'OFC décerne également le Prix fédéral de design, aussi connu sous le nom du Grand Prix suisse de design (Grand Award for Design). Ce prix distingue des personnalités et créateurs qui ont contribué au rayonnement national et international du design suisse,. De trois à quatre Grands Prix, dotés de 40 000 francs chacun, sont décernés chaque année hors concours par la Commission fédérale du design.

#### Lauréats du Grand Prix de design
- 2007 : Adrian Frutiger, Bernhard Schobinger, Ruth Grüninger, Cornel Windlin, NOSE AG Design Intelligence[13],[14].
- 2008 : Holzer Kobler Architekturen, Albert Kriemler (AKRIS), Alain Kupper, Walter Pfeiffer.
- 2009 : Robert Frank, Christoph Hefti, Ursula Rodel, Thut Möbel.
- 2010 : Susi et Ueli Berger, Jean-Luc Godard, Sonnhild Kestler, Otto Künzli.
- 2011 : Jörg Boner, NORM, Ernst Scheidegger, Walter Steiger.
- 2012 : Gavillet&Rust, Franco Clivio, Karl Gerstner.
- 2013 : Trix & Robert Haussmann, Armin Hofmann, Martin Leuthold.
- 2014 : Erich Biehle, Alfredo Häberli, Wolfgang Weingart.
- 2015 : Lora Lamm, Luc Chessex, Team'77[15].
- 2016 : Claudia Caviezel, Hans Eichenberger, Ralph Schraivogel.
- 2017 : David Bielander, Thomas Ott, Jean Widmer[16].
- 2018 : Cécile Feilchenfeldt, Felco, Rosmarie Tissi[17],[18].
- 2019 : Connie Hüsser, Rosmarie Baltensweiler, Thomi Wolfensberger.
- 2020 : Ida Gut, Monique Jacot, Kueng Caputo.
- 2021 : Julia Born, Peter Knapp, Sarah Owens.
- 2022 : Susanne Bartsch, Verena Huber, Beat Streuli[19].
- 2023 : Étienne Delessert, Eleonore Peduzzi Riva, Chantal Prod’Hom[20],[21]
- 2024 : Luciano Rigolini, Lucie Meier, Paola De Martin [22]
- 2025 : Anna Monika Jost, Bruno Monguzzi, Batia Suter[23]